# Heterochroma lineata
Heterochroma lineata är en fjärilsart som beskrevs av Druce 1898. Heterochroma lineata ingår i släktet Heterochroma och familjen nattflyn. Inga underarter finns listade i Catalogue of Life.